# スバル・R-2
R-2（アールツー）は、富士重工業（現・SUBARU）がかつて生産・販売していた軽自動車である。

## 概要
1969年8月15日にスバル360の後継として発売された。キャッチコピーは「ハードミニ」。
1958年の発売以来、改良を重ねてロングセラーモデルとなっていたスバル360であったが、1967年に本田技研工業（ホンダ）がより高出力・低価格なN360を発売して大ヒットとなったほか、スズキ・フロンテのモデルチェンジやダイハツ・フェローの登場により、次第に商品力を失っていた。その中で発売されたR-2は、スバル360の基本メカニズムを踏襲しつつ、それを発展させたモデルとなっている。
スバル360より120mm延長されたホイールベースで室内スペースが確保されたことと、トランクスペースの創設、アルミ合金製シリンダーブロック、リードバルブの採用が主な特徴として挙げられる。R-2は発売当初は順調な販売を記録するものの、他社の競合車種も強力であったため、発売後1年余りで販売台数が落ち込んだ。1970年2月に、R-2ライトバン、同年4月にSSおよびスポーティーデラックスのスポーツバージョン、10月にGLの豪華バージョン、1971年2月のマイナーチェンジにより標準エンジンが32馬力にパワーアップ、さらに同年10月のマイナーチェンジでは水冷エンジン搭載モデルおよびスポーツモデルGSS投入と、矢継ぎ早なマイナーチェンジで対応したものの、販売台数の回復には至らなかった。
1972年7月に水冷2ストロークエンジンを搭載したレックス2ドアが発売されると、R-2は水冷シリーズがカタログ落ちして空冷のみ存続したが、1973年2月のレックス4ドア発売により全モデルの販売が終了した。

## ボディ・シャシ
ボディデザインは富士重工業社内によるもので、Aピラー以降のデザインには1960年代初頭から数々試作されていたスバル360ベースの研究車の影響が見られる。「家族旅行も可能なトランクスペース」の確保が絶対条件であり、ボンネットにあたる場所に210 L容量のトランクルームを確保（『360cc軽自動車のすべて』三栄書房71頁参照）。フロントセクションはシンプルなラインで構成され、三角窓を排除したモノコック構造を採用（『360cc軽自動車のすべて』三栄書房　71頁参照）。スバル360より広くなったグラスエリア等と延長されたホイールベースを生かし、室内の大幅な拡大を実現している。スバル・ff-12ドアセダンとほぼ同じ寸法のドアの採用もあり、大人4人が無理なく乗車することが可能となった。
標準車におけるボディ外寸は、全長×全幅×全高＝2,995×1,295×1,345mmと、スバル360の標準車と比較してほぼ据え置きのサイズとなっている。

## 空冷エンジン・トランスミッション
エンジンはスバル360のEK32型をベースに、アルミ合金製シリンダーブロック、リードバルブを採用した「EK33型」を搭載する。最高出力30PS/6500rpm、最大トルク3.7kg-m/5500rpmを発生し、スバル360から最高出力で5PS、最大トルクで0.2kg-mの向上となった。燃料タンクは25Lである。
1970年4月にはスポーティモデルの「SS」と「スポーティーデラックス」を追加。「SS」は三国工業製36PHHツインチョークキャブレターの装着、専用エキゾーストパイプ、チャンバーの採用により、圧縮比7.5から36PS/7,000rpm、3.8kg-m/6,400rpmを発生。「スポーティーデラックス」はパワージェット付キャブレターの採用により32PS/6,500rpm、3.8kg-m/5,500rpmを発生した。なお、1971年2月のマイナーチェンジを機に、標準モデルにもパワージェット付キャブレターが拡大設定された。
トランスミッションは、スバル360の3速MTで2・3速のみのシンクロメッシュから、フルシンクロメッシュの4速MTに改良され、スバル360後期から採用された「オートクラッチ」も継続設定された。その一方で、スバル360で用意されていた副変速機構「オーバートップ」はトランスミッションの4速化を機に廃止された。

## 水冷「L」シリーズ

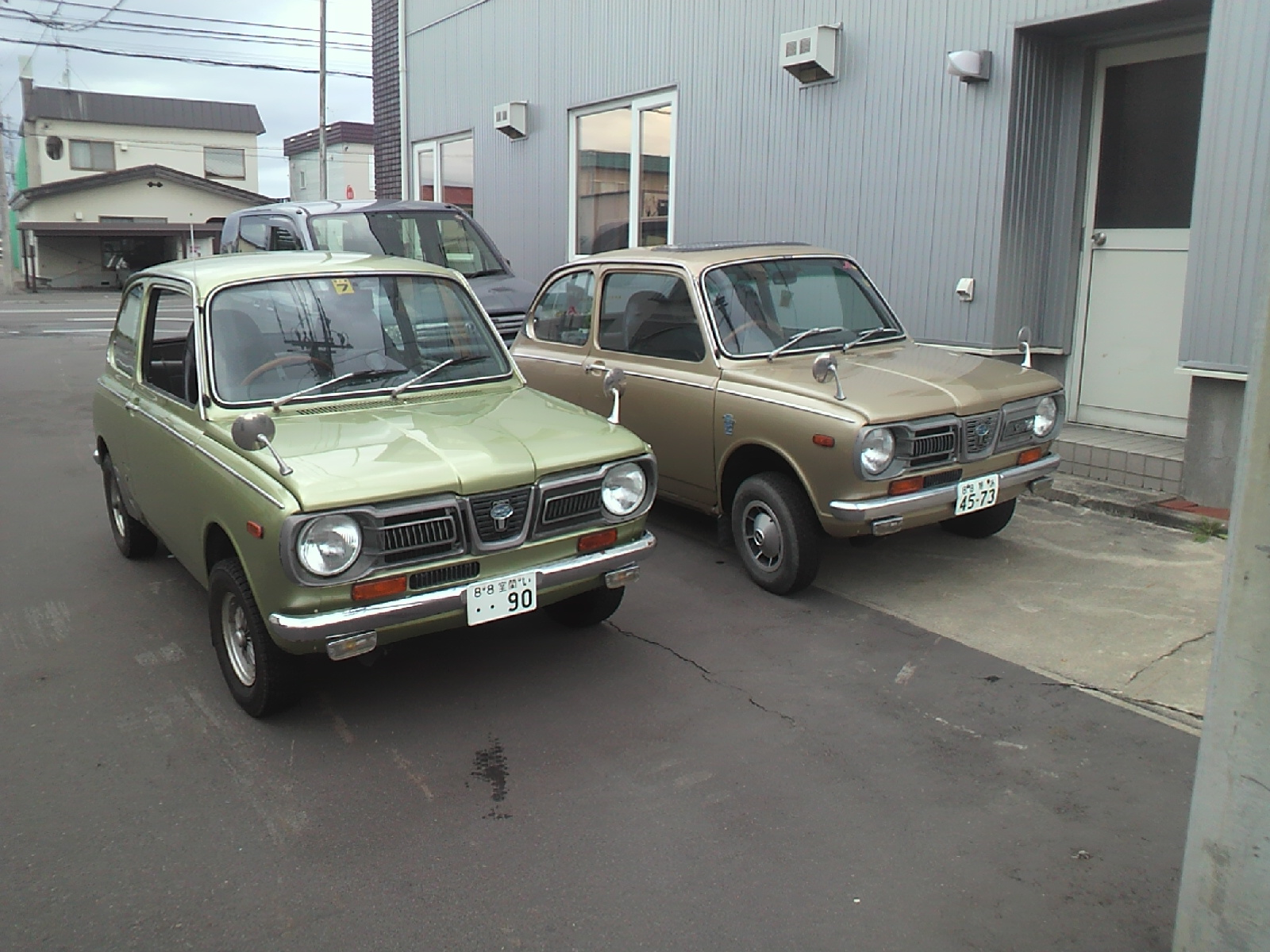
R-2 水冷モデル
（画像右：スーパーL、画像左：カスタムL）

1971年10月、EK34型水冷エンジン搭載の「L」シリーズが追加された。グレード名の「L」は「Liquid Cooling」と「Luxury」の頭文字である。ウォータージャケットを装備した新設計のシリンダーブロックを採用。水冷エンジン搭載車はフロントグリル右側にラジエター冷却用のエアインテークが新設され、引き続き設定された空冷エンジン搭載車との外観上の識別点になっている。スペックは最高出力32PS/6,000rpm、最大トルク4.1kg-m/5,000rpmと、ともに発生回転数が500rpm引き下げられ、扱いやすさの向上が図られている。同時にエンジンの近代化も図られ、温水予熱キャブレター、さらに空冷でのセルダイナモからオルタネーター・スターターモーターに変更された。また、水冷化に伴って温水ヒーターが装備されたことにより、空冷モデルよりも暖房・換気性能が向上している。
グレードは「スーパーL」と「カスタムL」の2種類で展開され、「スーパーL」は空冷の「スーパーデラックス」に、「カスタムL」は空冷の「GL」に相当する装備品を採用していた。特筆されるのは「カスタムL」のドライブシャフトに採用された等速ジョイントで、後輪駆動車で等速ジョイントを採用した例は本車が初である。
「自信の水冷」のキャッチフレーズで販売を開始した水冷シリーズではあったが、元々水冷化を想定していなかったR-2に水冷エンジンを搭載したため、冷却配管を室内に通すことができず、苦肉の策としてサイドシル下に通された。これによる配管の腐食や損傷のトラブルが多発したこともあり、販売期間は9か月間と極めて短期間に終わっている。なお、後継モデルであるレックスでは、水冷エンジン搭載を前提にした設計がされていたため、冷却配管は室内に通されていた。

## 初代 K12/12W型 （1969年-1973年）
- 1969年8月15日 - スバル・R-2シリーズ発売。
- 1970年2月16日 - R-2バン・シリーズ（K41型）発売。
  - 4月18日 - R-2 SS、スポーティデラックス発売。
  - 10月5日 - R-2 GL発売。
- 1971年2月8日 - New スバルR-2シリーズ発売。ダミーグリルを装着。ツインバレルキャブ装着エンジン搭載のスポーティモデル R-2SS はカタログ落ち。
  - 10月7日 - マイナーチェンジ。車種ロゴのエンブレムを変更。また「ゼブラマスク」と呼ばれるフロントグリルを採用。併せて、内外装に大幅な変更を行う。水冷エンジン搭載「L」シリーズ発売とともに、空冷のツインバレルキャブ装着スポーツモデルを GSS として再設定。またステアリングの中央部分が前期型の｢SUBARU｣から後期型の｢R-2｣ マークに変更された。
- 1972年
  - 7月15日 - レックスの発売に伴い水冷「L」シリーズが販売終了となり、空冷シリーズのみに整理される。
  - 12月下旬 - 空冷シリーズが生産終了。在庫対応分のみの販売となる。
- 1973年2月 - レックスへの4ドアセダン追加に伴い、空冷シリーズが販売終了となる。生産台数は28万9555台[3]。

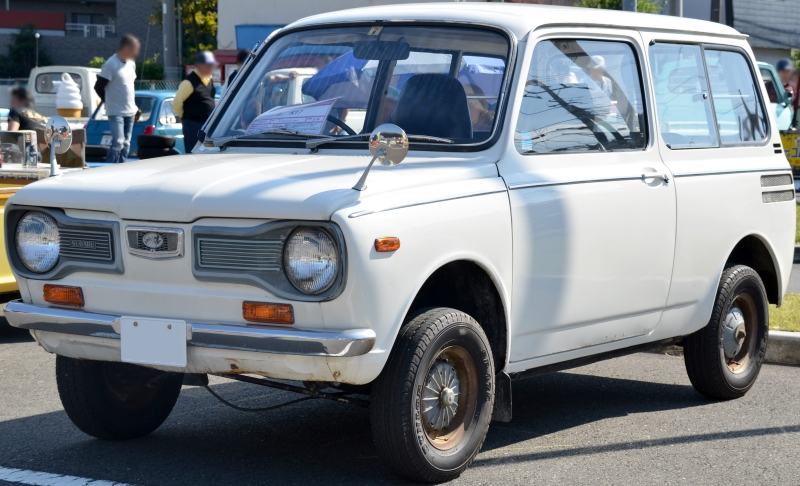
バン(後期型)
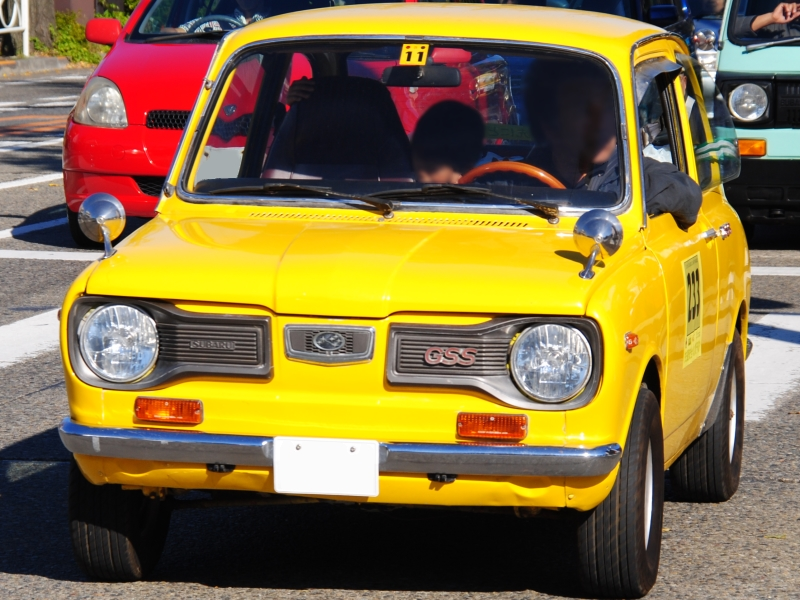
1972年 R-2 GSS ※画像は沖縄向け左ハンドル仕様
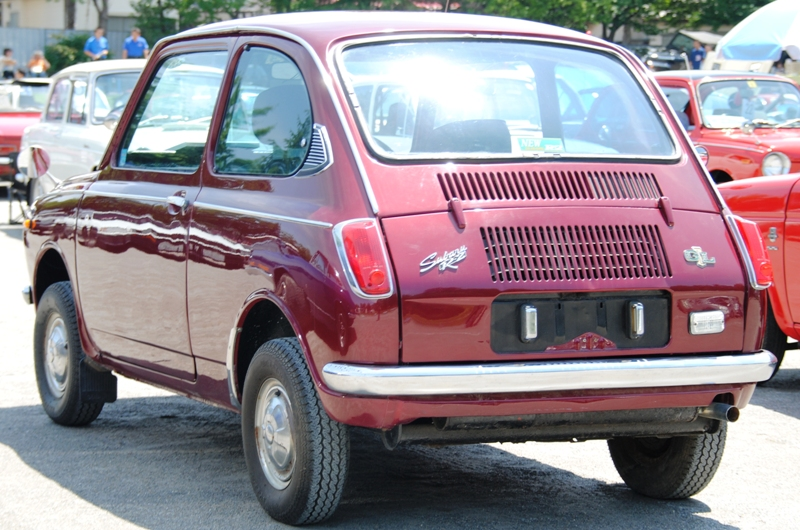
R-2 GL